# Pender (Nebraska)
Pour les articles homonymes, voir Pender.
Le village de Pender est le siège du comté de Thurston, dans l’État du Nebraska, aux États-Unis. Sa population s’élevait à 1 002 habitants lors du recensement de 2010, estimée à 1 100 habitants en 2017.